# Filtro a costante k
I filtri a costante k, noti anche come filtri di tipo k, sono un tipo di filtro elettronico progettato utilizzando il metodo dell'impedenza immagine.  Essi sono gli originali ed i più semplici filtri prodotti mediante questa metodologia e consistono in una rete a scaletta di sezioni identiche di componenti passivi. Storicamente, sono i primi filtri che potrebbe avvicinarsi alla risposta in frequenza del filtro ideale entro qualsiasi limite prescritto con l'aggiunta di un numero sufficiente di sezioni. Tuttavia, essi raramente sono considerati per una progettazione moderna, poiché i principi alla base di questi sono stati sostituiti da altre metodologie che sono più accurate nella loro previsione della risposta del filtro.

## Storia
I filtri a costante k furono inventati da George Campbell. Egli pubblicò il suo lavoro nel 1922, ma aveva chiaramente inventato i filtri qualche tempo prima, e, come il suo collega presso l'AT&T Co., Otto Zobel, stava già apportando miglioramenti al progetto a quel tempo. I filtri di Campbell erano di gran lunga superiori rispetto ai più semplici circuiti a elemento singolo che venivano usati in precedenza. Campbell chiamò i suoi filtri filtri elettronici ad onde, ma questo termine, successivamente, è divenuto sinonimo di qualsiasi filtro che lasci passare onde di alcune frequenze ma non di altre. In seguito, sono state inventate molte nuove forme di filtro ad onde; una prima (e importante) variazione fu il filtro m-derivato da Zobel che coniò il termine di filtro a costante k per il filtro Campbell allo scopo di distinguerlo dal proprio.
Il grande vantaggio che i filtri di Campbell avevano rispetto al circuito RL e ad altri filtri semplici del tempo era che essi avrebbero potuto essere progettati per qualsiasi grado desiderato di reiezione della banda da eliminare o di ripidità di transizione tra banda passante e banda da eliminare. Era necessario solo aggiungere più sezioni di filtro fino a ottenere la risposta desiderata.
I filtri furono progettati da Campbell allo scopo di separare i canali telefonici multiplati sulle linee di trasmissione, ma il loro uso successivo è stato molto più diffuso di ciò. Le tecniche di progettazione utilizzate da Campbell sono state ampiamente sostituite. Tuttavia, la topologia a scaletta utilizzata da Campbell con la costante k è in uso ancora oggi con le implementazioni nelle progettazioni dei filtri moderni quali il filtro di Čebyšëv. Campbell diede le progettazioni a costante k per i filtri passa-basso, passa-alto e passa-banda. Sono possibili anche filtri elimina-banda e a banda multipla.

## Terminologia
Alcuni dei termini di impedenza e dei termini di sezione utilizzati in questo articolo sono illustrati nel diagramma seguente. La teoria dell'immagine definisce le quantità in termini di una cascata infinita di sezioni a due porte, e nel caso dei filtri in discussione, una rete infinita a scaletta infinita di sezioni a L. Qui "L" non deve essere confusa con l'induttanza L – nella topologia dei filtri elettronici, "L" si riferisce alla forma specifica del filtro che assomiglia alla lettera "L" invertita.
Le sezioni dell'ipotetico filtro infinito sono costituite da elementi in serie aventi impedenza 2Z ed elementi in shunt con ammettenza 2Y. Il fattore 2 viene introdotto per convenienza dal punto di vista matematico, poiché è comune lavorare in termini di semisezioni quando esso non c'è. L'impedenza immagine della porta di ingresso e di uscita di una sezione generalmente non sarà la stessa. Tuttavia, per una sezione da punto centrale a punto centrale in serie (cioè, una sezione che va dalla metà di un elemento in serie a metà dell'elemento in serie successivo) si avrà la stessa impedenza immagine su entrambe le porte a causa della simmetria. Questa impedenza immagine è indicata con ZiT a causa della topologia a "T" di una sezione da punto centrale a punto centrale in serie. (Per comprendere meglio il significato dell'espressione "da punto centrale a punto centrale", osservare lo schema nella figura presente qui.) Allo stesso modo, l'impedenza immagine di una sezione da punto centrale a punto centrale in shunt è indicata con ZiΠ a causa della topologia a "Π" (pi greco). La metà di una tale sezione a "T" o a "Π" è detta semisezione, la quale è anche una sezione a L ma con metà dei valori degli elementi dell'intera sezione. L'impedenza immagine della semisezione è diversa sulle porte di ingresso e uscita: sul lato che presenta l'elemento in serie è uguale alla ZiT da punto centrale a punto centrale in serie, mentre sul lato che presenta l'elemento in shunt è uguale alla ZiΠ da punto centrale a punto centrale in shunt. Ci sono quindi due varianti per il modo di utilizzare una semisezione.

## Derivazione

Semisezione di un filtro passa-basso a costante k. Qui l'induttanza L è uguale a Ck^{2}

Semisezione di un filtro passa-banda a costante k..
L_{1} = C_{2}k^{2} e L_{2} = C_{1}k^{2}

Grafico dell'impedenza immagine Z_{iT} di un filtro passa-basso prototipo a costante k in funzione della frequenza. L'impedenza è puramente resistiva (reale) al di sotto di e puramente reattiva (immaginaria) al di sopra di.

L'elemento costitutivo dei filtri a costante k è la rete a "L" di semisezione, composta da un'impedenza Z in serie, e da un'ammettenza Y in shunt. La "k" nell'indicazione della "costante k" è il valore dato da:
{\displaystyle k^{2}={\frac {Z}{Y}}}
Dunque, k sarà espressa in unità di misura di impedenza, cioè in ohm. È subito evidente che affinché k sia costante, Y deve essere l'impedenza duale di Z. Si può dare un'interpretazione fisica di k osservando che k è il valore limite di Zi quando la dimensione della sezione (in termini di valori dei suoi componenti, quali induttanze, condensatori, ecc.) tende a zero, mantenendo k al suo valore iniziale. Quindi, k è l'impedenza caratteristica, Z0, della linea di trasmissione che sarebbe formata da queste sezioni infinitamente piccole. È anche l'impedenza immagine della sezione in condizioni di risonanza, nel caso dei filtri passa-banda, o per ω = 0 nel caso dei filtri passa-basso. Per esempio, per la semisezione passa basso in figura si ha:
{\displaystyle k={\sqrt {\frac {i\omega L}{i\omega C}}}={\sqrt {\frac {L}{C}}}}.
Gli elementi L e C possono essere resi arbitrariamente piccoli mantenendo lo stesso valore di k.  Z ed Y, tuttavia, tendono entrambi a zero e dalle formule (sotto) per le impedenze immagine, si ha:
{\displaystyle \lim _{Z,Y\to 0}Z_{\mathrm {i} }=k}.

### Impedenza immagine
Le impedenze immagine della sezione sono date da:
{\displaystyle {Z_{\mathrm {iT} }}^{2}=Z^{2}+k^{2}}
e
{\displaystyle {\frac {1}{{Z_{\mathrm {i\Pi } }}^{2}}}={Y_{\mathrm {i\Pi } }}^{2}=Y^{2}+{\frac {1}{k^{2}}}}
Dato che il filtro non contiene elementi resistivi, l'impedenza immagine nella banda passante del filtro è puramente reale e nella banda eliminata è puramente immaginaria. Per esempio, per la semisezione passa-basso in figura:
{\displaystyle {Z_{\mathrm {iT} }}^{2}=-(\omega L)^{2}+{\frac {L}{C}}}
La transizione avviene a una frequenza di taglio data da:
{\displaystyle \omega _{c}={\frac {1}{\sqrt {LC}}}}
Sotto questa frequenza, l'impedenza immagine è reale:
{\displaystyle Z_{\mathrm {iT} }=L{\sqrt {\omega _{c}^{2}-\omega ^{2}}}}
Sopra la frequenza di taglio l'impedenza immagine è immaginaria:
{\displaystyle Z_{\mathrm {iT} }=iL{\sqrt {\omega ^{2}-\omega _{c}^{2}}}}

### Parametri di trasferimento

La funzione di trasferimento di un filtro passa-basso prototipo a costante k per una semisezione singola che mostra attenuazione in neper e il cambiamento di fase in radianti.

In generale, i parametri di trasferimento per una semisezione a costante k sono dati da:
{\displaystyle \gamma =\sinh ^{-1}{\frac {Z}{k}}}
e per una catena di n semisezioni:
{\displaystyle \gamma _{n}=n\gamma \,\!}
Per la sezione a forma di L passa-basso, sotto la frequenza di taglio, i parametri di trasferimento sono dati da:
{\displaystyle \gamma =\alpha +i\beta =0+i\sin ^{-1}{\frac {\omega }{\omega _{c}}}}
In pratica, il trasferimento è senza perdite nella banda passante e cambia solo la fase del segnale.
Sopra la frequenza di taglio, i parametri di trasferimento sono:
{\displaystyle \gamma =\alpha +i\beta =\cosh ^{-1}{\frac {\omega }{\omega _{c}}}+i{\frac {\pi }{2}}}

### Trasformazioni di prototipi
Nel grafico presentato dell'impedenza immagine, l'attenuazione e il cambiamento di fase corrispondono alla sezione di un filtro prototipo passa-basso. Il prototipo ha una frequenza di taglio ωc = 1 rad/s e un'impedenza nominale k = 1 Ω. Ciò è prodotto da una semisezione di filtro con induttanza L = 1 henry e capacità C = 1 farad. Questo prototipo può essere scalato in impedenza e in frequenza ai valori desiderati. Il prototipo passa-basso può anche essere trasformato nei tipi passa-alto, passa-banda o elimina-banda con l'applicazione di opportune trasformazioni in frequenza.

## Sezioni a cascata

Risposta in guadagno, H(ω) per una catena di n semisezioni di filtro a costante k passa-basso.

Diverse semisezioni a forma di L possono essere messe in cascata per formare un filtro composito. In queste combinazioni, un'impedenza deve sempre essere rivolta verso un'impedenza simile. Perciò, ci sono due circuiti che possono essere formati con due semisezioni identiche a forma di L. Dove una porta dell'impedenza immagine ZiT si trova rivolta verso un'altra ZiT, la sezione è detta sezione a Π (pi greco). Dove ZiΠ si trova rivolta verso ZiΠ la sezione così formata è una sezione a T. Ulteriori aggiunte di semisezioni a una di queste sezioni formano una
rete a scaletta che può iniziare e finire con elementi in serie o in shunt.
Si deve tenere presente che le caratteristiche del filtro previsto dal metodo immagine sono accurate solo se la sezione viene terminata con la sua impedenza immagine. Ciò di solito non è vero per le sezioni alle estremità, che tipicamente sono terminate con una resistenza fissa. Più la sezione è lontana dall'estremità del filtro, più accurata sarà la previsione, poiché gli effetti delle impedenze di terminazione sono mascherati dalle sezioni intermedie.